# Petri Virtanen
Petri Virtanen (Jyväskylä, 18 settembre 1980) è un ex cestista e allenatore di pallacanestro finlandese.

## Carriera
Con la Finlandia ha disputato i Campionati europei del 2011.

## Palmarès

### Giocatore
- Campionato finlandese: 1

Joensuun Kataja: 2014-15
- Coppa di Finlandia: 3

LrNMKY: 2008
Joensuun Kataja: 2011, 2012

### Individuale
- Korisliiga MVP: 2

Jyväskylä: 2002-03
Joensuun Kataja: 2005-06